# Rua Maranhão
A Rua Maranhão, localizada no bairro de Higienópolis, é uma via secundária do distrito da Consolação, em São Paulo. A rua, fundamentalmente residencial, abriga certo número construções de valor histórico e arquitetônico, como a Vila Penteado (residência do conde Antônio Álvares Leite Penteado), o edifício que serviu de atelier ao pintor Di Cavalcanti e o Edifício Cinderela (projetado pelo arquiteto João Artacho Jurado).

## História
As antigas terras do Barão de Ramalho e do Barão Wanderley, que juntas apresentavam 847.473 metros quadrados, foram compradas em 1893 por Martinho Bouchard e Victor Nothmann, dois capitalistas alemães. Os empreendedores trouxeram da França o projeto e os materiais para a construção do segundo loteamento planejado de alto-padrão da cidade, destinado especificamente à elite paulistana. Chamado primeiramente de "Boulevard Bouchard", o loteamento fora lançado em 1895. Posteriormente o nome foi mudado para Higienópolis (cujo significado é "cidade da higiene"), devido ao fornecimento de água e à existência de um sistema de coleta de esgoto, além iluminação à gás, arborização e linhas de bondes que atendiam ao bairro.

### Traçado
A rua Maranhão tem aproximadamente 1.100 metros (1,1 quilômetro), se estendendo da rua Itambé até a rua Rio de Janeiro. Correndo paralelamente à Avenida Higienópolis, é cortada pela Avenida Angélica e pela ruas Sabará, Itacolomi, Bahia e Aracaju.

### Prédios importantes
A rua Maranhão, uma via fundamentalmente residencial, também oferece opções de serviços (padarias, salão de cabeleireiro, banco, restaurantes, supermercado, buffet infantil, posto de gasolina, etc.). Entre o fim do século XIX e o começo do século XX surgiram na rua uma série de casas pertencentes às mais ricas famílias do estado de São Paulo. Apesar de não ter palacetes tão imponentes quanto os da Avenida Higienópolis, a rua Maranhão ainda guarda algumas construções desta época. 
As mansões do bairro reproduziam os modelos franceses, procurando imitar o modo de vida das metrópoles europeias mais importantes do século XIX: os móveis, o material de construção e até a planta das casas eram trazidas da Europa. Exemplos desta primeira fase de urbanização são os palacetes da família Penteado e do empresário Franz Müller.

#### Palacete de Antônio Álvares Penteado
No primeiro quarteirão da avenida Higienópolis foi construído um importante exemplar da arquitetura art nouveau de São Paulo do início do século XX, a Vila Penteado. A propriedade, pertencente ao conde Antônio Álvares Leite Penteado e construída em 1902, foi projetada pelo engenheiro sueco Carlos Ekman. Abriga a pós-graduação da Faculdade de Arquitetura e Urbanismo da Universidade de São Paulo (FAU Maranhão). Até os anos 1950 a entrada era feita pela avenida Higienópolis, porém, com a construção do edifício Lausanne em 1958, o acesso ao casarão passou a ser feito pela rua Maranhão, que até então era a entrada dos fundos.

#### Palacete de Franz Müller
A propriedade do empresário alemão Franz Müller foi concluída no ano de 1895, na esquina da rua Maranhão com a rua Itacolomi. Construção de estilo neoclássico, foi em 1969 comprada e recuperada pela Sociedade Tradição, Família e Propriedade (TFP), sendo tombada pelo Condephaat. O empresário era proprietário da Fábrica de Tecidos Carioba, importante indústria têxtil da cidade de Americana, no interior de São Paulo.

#### Outros
A rua Maranhão abrigou no passado as três primeiras casas do loteamento de Higienópolis: a já citada propriedade de Franz Müller, a casa de Heinrich Trost e o palacete de Martinho Burchard.
Martinho Burchard, um dos idealizadores do bairro de Higienópolis, construiu sua casa na rua Maranhão em 1982. Posteriormente a propriedade abrigou um pensionato de religiosas, e foi finalmente demolida no final do século XX.
Outra casa que ficava na rua Maranhão era a do engenheiro Edgard Egídio de Sousa. Membro de uma das famílias mais ricas do país, os Sousa Aranha  da cidade de Campinas e superintendente da São Paulo Tramway, Light and Power Company, Edgard de Sousa construiu sua casa na esquina da rua Maranhão com a rua Rio de Janeiro.
Na esquina das ruas Maranhão e Sabará está um dos prédios mais emblemáticos do arquiteto João Artacho Jurado, o edifício Cinderela, construído em 1956. O prédio, coberto de pastilhas rosas, conta com diversos ornamentos, como elementos vazados que formam mosaicos de flores.
Entre a avenida Angélica e a rua Bahia está a principal igreja do bairro, a Paróquia de Santa Teresinha. Inaugurada no ano de 1928, a Paróquia de Santa Teresinha do Menino Jesus foi projetada pelo engenheiro italiano Antonio Vincenti e executada pelo arquiteto Fiorello Panelli. A imagem de Santa Teresinha, trazida de Lisieux (França), foi doação de Dona Sofia Neves Torres, enquanto que o sino foi presente do empresário ítalo-brasileiro Conde Francisco Matarazzo.
Praticamente em frente à igreja se encontra um prédio de seis andares que foi o atelier de Di Cavalcanti, um dos mais importantes nomes das artes plásticas brasileiras. Hoje em dia uma galeria de arte funciona no edifício.